# Segurano Cigna

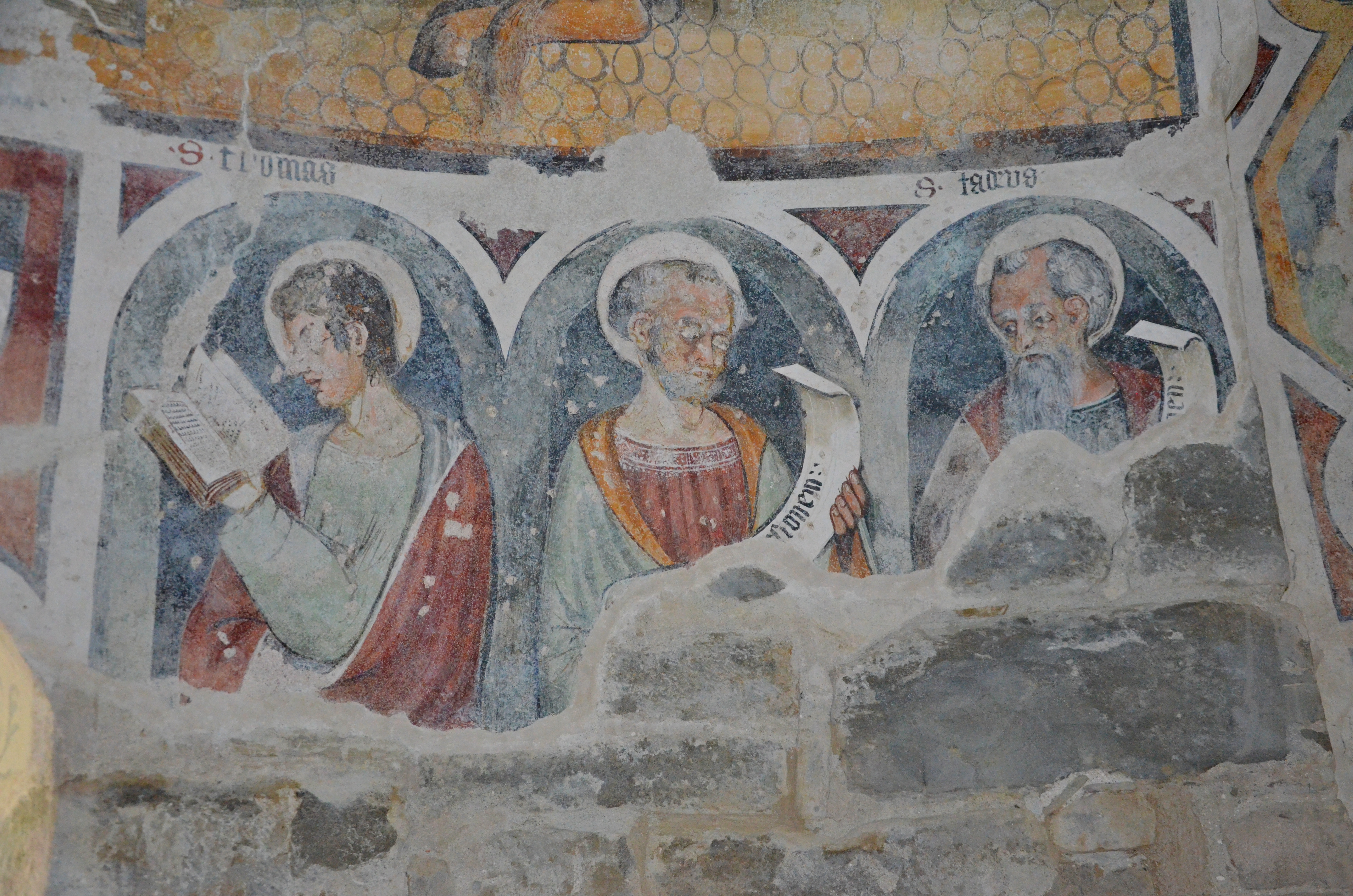
Segurano Cigna. Affresco. Cappella di S. Ponzio. Marsaglia (Cuneo)

Segurano Cigna (fl. XV secolo) è stato un pittore italiano.

## Biografia
È uno dei pochi artisti tardo-gotici di cui si conosca il nome.
Si ritiene abbia soggiornato ed operato a Prunetto (CN), Madonna del Carmine (1478); a Erli (SV), San Martino (1463); a Cerisola (Garessio, CN), Chiesa di S. Maria Maddalena (1461); a Roburent (CN) e a San Biagio di Pamparato (CN), intorno al 1454.
Sotto gli affreschi della Cappella di San Bernardo a Pamparato (CN) è inserita un'iscrizione a caratteri gotici con la data (24 settembre 1492) e la firma del maestro. Il pittore Segurano Cigna affrescò la Cappella di San Ponzio nel comune di Marsaglia, negli anni compresi fra il 1480 e il 1486.
Secondo il professore di architettura all'università "La Sapienza" di Roma Enrico Guidoni, il 
Cigna sarebbe il padre del Giorgione.